# アイゼンシュタット＝ウムゲーブング郡

アイゼンシュタット＝ウムゲーブング郡
Bezirk Eisenstadt-Umgebung

アイゼンシュタット＝ウムゲーブング郡（アイゼンシュタット＝ウムゲーブングぐん、独: Bezirk Eisenstadt-Umgebung）は、オーストリアのブルゲンラント州にある郡（Bezirk; 行政管区とも訳される）。郡庁所在地はアイゼンシュタット。
東から反時計回りにノイジードル・アム・ゼー郡と、北でニーダーエスターライヒ州のブルック・アン・デア・ライタ郡と、北西でニーダーエスターライヒ州のバーデン郡と、西でニーダーエスターライヒ州のウィーナー・ノイシュタット＝ラント郡と、南西でマッテルスブルク郡とそれぞれ接し、南はハンガリーのジェール・モション・ショプロン県との国境となっている。またアイゼンシュタットおよびルストの二つの憲章都市（Statutarstadt）を取り囲んでいる。
アイゼンシュタット＝ウムゲーブング郡には以下の23の市町村（Gemeinde; ゲマインデ）がある。うちメルビッシュ・アム・ゼーとノイフェルト・アン・デア・ライタおよびプールバハ・アム・ノイジードラー・ゼーが市（Stadt）に、7つが町（Marktgemeinde; 市場町）に指定されている。
- ブライテンブルン Breitenbrunn （町）
- ドンナースキルヒェン Donnerskirchen （町）
- グロースヘーフライン Großhöflein （町）
- ホルンシュタイン Hornstein
- クリンゲンバハ Klingenbach
- ライタプローダースドルフ Leithaprodersdorf
- ロレット Loretto
- メルビッシュ・アム・ゼー Mörbisch am See （市）
- ミュレンドルフ Müllendorf
- ノイフェルト・アン・デア・ライタ Neufeld an der Leitha （市）
- オッガウ・アム・ノイジードラー・ゼー Oggau am Neusiedler See
- オスリプ Oslip
- プールバハ・アム・ノイジードラー・ゼー Purbach am Neusiedler See （市）
- ザンクト・マルガレーテン・イム・ブルゲンラント Sankt Margarethen im Burgenland （町）
- シュッツェン・アム・ゲビルゲ Schützen am Gebirge
- ジーゲンドルフ Siegendorf （町）
- シュタインブルン Steinbrunn （町）
- シュトッツィング Stotzing
- トラウスドルフ・アン・デア・ヴルカ Trausdorf an der Wulka
- ヴィンパッシング・アン・デア・ライタ Wimpassing an der Leitha
- ヴルカプローダースドルフ Wulkaprodersdorf （町）
- ツァーガースドルフ Zagersdorf
- ツィリングタール Zillingtal